# Tricharaea puella
Tricharaea puella är en tvåvingeart som först beskrevs av Samuel Wendell Williston  1896.  Tricharaea puella ingår i släktet Tricharaea och familjen köttflugor. Inga underarter finns listade i Catalogue of Life.